# 危地马拉最高法院

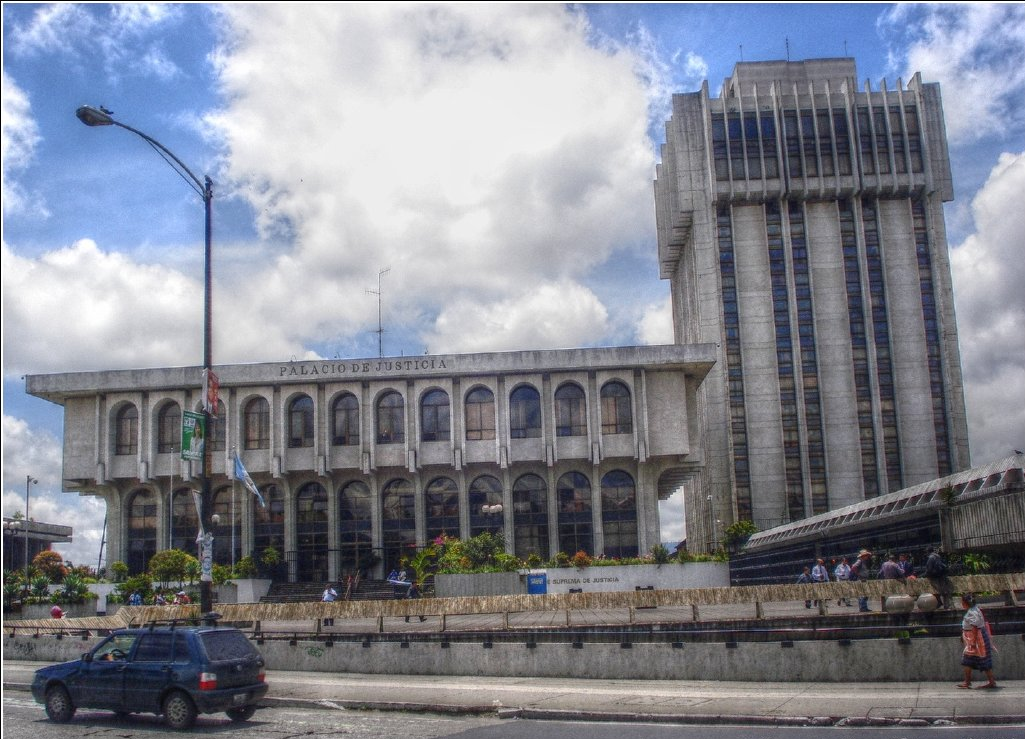

瓜地馬拉最高法院（西班牙語：La Corte Suprema de Justicia）是瓜地馬拉司法機關的最高法院。由十三名法官組成，其中包括一名首席院長，現任首席院長為西爾維婭·巴爾德斯。瓜地馬拉最高法院的總部設在瓜地馬拉市的司法宮。